# Monochrome Factor
Monochrome Factor (モノクローム•ファクター?, Monokurōmu Fakutā) è una serie manga giapponese creata da Kaili Sorano. Fu la prima serie dalla rivista bimestrale Comic Blade Masamune, edito Mag Garden, nel maggio del 2004. Tuttavia il 15 giugno 2007, quando la rivista cessò le pubblicazioni, il manga venne serializzato dal nuovo Comic Blade Avarus.
La versione italiana è a cura della Star Comics.
In seguito, è stata tratta una serie animata dal titolo omonimo, prodotta da Genco e animata dallo studio A.C.G.T.
L'anime presente dei tratti shōnen-ai non presenti nella serie manga.

## Ambientazione

### Shin e Rei
Creature prive di un doppio, luminoso o oscuro. Gli Shin sono le creature del regno d'Ombra e hanno come re Shirogane ed Homurabi, i Rei, corrispettivi luminosi sono fedeli a Ryuko e Shuichi. Possono diventare Rei e Shin tutti gli umani particolarmente sensibili alle creature soprannaturali e dotati del Monochrome Factor; chi, sprovvisto di questi titoli, tenti comunque di votarsi alla luce o alle tenebre finisce per dissolversi.
Vi sono poi degli umani capaci semplicemente di percepire gli abitanti dei due regni, a questi viene dato il nome di psichici.

### Hakua e Kokochi
Hakua e Kokuchi sono le creature bestiali che popolano i due regni. Non ostili per natura, possono diventare aggressivi se manipolati o minacciati. Il loro compito ordinario è la manutenzione della barriera naturale che separa la Luce dalle Tenebre, alle creature è inoltre affidata la riparazione delle crepe e dei varchi di piccole dimensioni.

## Trama
La storia ruota attorno ad Akira Nikaido, ribelle studente delle scuole superiori, apprezzato da tutti per il suo atteggiamento poco problematico, tuttavia annoiato dalla sua vita.
Questo fino all'arrivo del misterioso Shirogane, un uomo che compare improvvisamente, annunciandogli di essere legato a lui dal destino. Akira, sebbene scioccato, non crede alle parole dello sconosciuto.
Aya, compagna di Akira, dimentica qualcosa nella scuola, quindi chiede al ragazzo di accompagnarla durante la notte nell'istituto. Lì vengono attaccati da strane creature d'ombra, allontanate, poi, da Shirogane.
Quest'ultimo spiegherà ad Akira che il mondo reale e il mondo delle ombre stanno subendo una terribile distorsione; per riuscire a salvare entrambe le realtà, trasforma Akira in uno shin, una creatura del mondo delle ombre.

## Personaggi

### Personaggi principali
Akira Nikaido (二海堂 昶?, Nikaidō Akira)
Doppiato da: Daisuke Ono (ed. giapponese)
Akira è il sedicenne protagonista della storia. È forte ed impaziente e spesso salta le lezioni che ritiene noiose; nonostante il suo potenziale è uno degli studenti peggiori dell'istituto e per questo è ripreso sempre da Aya, che fa parte del comitato disciplinare. Nella sua forma di shin, gli occhi diventano rossi, mentre i capelli neri. Scopre nel corso della storia di essere la reincarnazione umana del re del mondo della luce, Ryuko. Nel manga, può acquistare la sua forma umana solo servendosi di Shirogane come ombra, mentre nell'anime usa un'ombra artificiale chiamata doppler. Le sue armi da combattimento sono due pugnali, che nel corso della serie diventeranno delle complesse spade arcuate.
Shirogane (白銀?)
Doppiato da: Junichi Suwabe (ed. giapponese)
Col suo lungo abito nero, il cappello a falda larga, la lunga treccia di capelli argentei e le fattezze bishōnen, Shirogane appare come un uomo misterioso e affascinante. Convince Akira a partecipare alla guerra tra il mondo delle ombre ed il mondo reale. All'inizio della serie, nasconde a tutti la sua vera identità: egli è, infatti, il principe della famiglia reale delle tenebre. Nell'anime Shirogane s'innamora di Akira, mentre nel manga è più evidente la sua infatuazione per Ryuko, sua controparte del regno della luce, al punto da affrontare in duello Akira quando questi, recuperati suoi ricordi da sovrano della luce, ammette che non ha alcuna intenzione di lasciare il suo corpo al re deceduto.
Kengo Asamura (浅村 賢吾?, Asamura Kengo)
Doppiato da: Hiroshi Kamiya (ed. giapponese)
Amico fidato di Akira, nonostante questi tenda a maltrattarlo e ad approfittare dell'indole pacifica di Kengo, dà prova dei suoi poteri per accorrere in soccorso della sorella. Per combattere contro le forze delle ombre, riceve da Shirogane un paio di guanti Al Cesta, capaci di incrementare la sua forza. Nel manga viene rivelato che ha una natura che lo rende particolarmente resistente all'oscurità, al punt o da ben tollerare, nonostante la forma umana, il mondo delle ombre. Quando tuttavia rimane troppo a lungo esposto all'energia oscura, finisce per andare in stato berserker. Ko, che ha notato in lui questo aspetto fin dal loro primo incontro, ne sigilla la capacità di assorbimento, ma Homurabi rimuove successivamente i sigillo per trasformarlo in sua creatura. Nel manga muore nella battaglia finale, nel palazzo del re delle tenebre.
Aya Suzuno (鈴野 綾?, Suzuno Aya)
Doppiata da: Mayumi Asano (ed. giapponese)
Un'altra compagna di Akira. Fa parte del corpo disciplinare della scuola e spesso si ritrova a scontrarsi con Akira per il suo scarso senso di responsabilità. Sotto l'apparenza di fredda ed insensibile responsabile del consiglio studentesco, nasconde un carattere affettuoso e responsabile, che fa sentire particolarmente incarico della salute e del comportamento degli altri. Molto abile nel kendō, riceve da Shirogane la spada Kuresame, dopo aver dimostrato le sue abilità combattendo con l'ombra del suo sensei. Sua rivale delle tenebre è Lulu, la quale ama prendersi gioco di Aya per la sua taglia del seno. Dopo la battaglia finale nel palazzo di Homurabi è l'unica a tornare nel mondo umano, in quanto ancora essere umano neutrale, a metà fra luce e ombra.
Haruka Kujo (九条 悠?, Kujō Haruka)
Doppiato da: Mitsuki Saiga (ed. giapponese)
Un undicenne molto intelligente, già laureato in un'università americana. È ricco e vive in una grandissima villa di famiglia. Ultimo discendente dei Kujo, che praticavano magia oscura per arricchirsi, decide di unirsi al gruppo e riscattare le colpe dei suoi antenati. È presente esclusivamente nell'anime.
Homurabi (焔緋?)
Doppiato da: Ryōtarō Okiayu (ed. giapponese)
È il re del mondo delle ombre. Esilia Shirogane dal regno per diventare un dittatore assoluto e riunisce un gruppo di Shin noti come “bambini” per attaccare il mondo reale. È sadico e spietato nel perseguire i suoi obiettivi, ma nel manga ammette infine di aver tentato di eliminare i due re solo per poter salire al trono assieme alla sua controparte luminosa, Shuichi, che implicitamente ammette di amare.
Mayu Asamura (浅村 麻結?, Asamura Mayu)
Doppiata da: Ami Koshimizu (ed. giapponese)
La sorella maggiore di Kengo, anche lei dotata di una particolare sensibilità nel percepire gli abitanti dei mondi paralleli a quello umano. Appassionata di occulto, la sua passione è seconda solo all'ardore che dimostra nei confronti dei bishōnen, categoria che per lei include soggetti quali Master, padrone del bar in cui è un'habitué, Shirogane e Akira

### Creature del mondo della luce
Ryuko (劉黒?, Ryūko)
È la trasformazione finale di Akira, ovvero il re dei “Rei”, creature della luce opposte agli “Shin”, le ombre. DI indole gentile ed ottimista, questa sua sensibilità lo rende particolarmente comprensivo nei confronti dei suoi sottoposti quali Shuichi, di cui tollera il grande ritardo nella scelta dei suoi servitori, e Kou, creatura artificiale e guardiano canino del re. Ucciso da Homurabi, la sua natura di "re puro" della luce, lo porta a reincarnarsi nell'umano Akira, che non rimane tuttavia conscio dei suoi ricordi da creatura della luce. I suoi capelli sono lunghi e neri, le sue armi delle falci d'argento.
Shuichi Wagatsuma a.k.a. Master  (マスター/我妻 秋一?, Masutā / Wagatsuma Shūichi)
Doppiato da: Wataru Hatano (ed. giapponese)
Padrone del bar dove è un'habitué Mayu Asamura, sorella di Kengo, Shuichi è in realtà il cieco vice re del mondo della luce. Da sempre attento agli altri, Shuichi non ha si è mai fatto fretta nel compito di reclutare nuovi guerrieri tra le file luminose, ben sapendo di dover così costringerli a rinnegare il loro passato umano e a lasciare i loro cari del mondo di mezzo. I suoi poteri gli permettono di curare le persone grazie ad un'energia rigenerativa.
Kou (洸?, Kō)
Doppiato da: Katsuyuki Konishi (ed. giapponese)
Kou è un Rei, vecchio amico di Shirogane. Ha aiutato Kengo e Akira da piccoli contro una banda, stando poi al loro fianco, per questo è chiamato dai due Kou-"nii".
In realtà servitore fedele di Ryuko, non riesce a perdonarsi di essere fuggito dopo aver assistito all'omicidio del sovrano, motivo per cui nutre un grande rimorso ed un senso del dovere nei confronti di Akira. Suo nemico è Sawaki, sicario responsabile della morte di Ryuko. Creatura sintetica e dalla doppia natura, umana e canina, è sempre stato guardato con sospetto dalle creature del mondo luminoso o oscuro che fosse, gli unici che gli erano vicini erano Lulu e Ryuko, suo creatore. La sua natura artificiale gli permette di assorbire l'oscurità, con modi da vampiro, da soggetti particolarmente sensibili quali Kengo.
Nell'anime dimostra più di un interesse per Aya e Haruka.

### Creature del mondo delle ombre
Lulu (ルル?, Lulu)
Doppiata da: Yukari Tamura (ed. giapponese)
Una gothic lolita al servizio di Homurabi, nel manga, o di Nanya, nell'anime. Scelta come guerriera dell'ombra da parte di Homurabi, Lulu ha mantenuto tuttavia il suo atteggiamento spigliato e provocante, motivo per cui a volte flirta con Akira. Sua rivale e nemica è Aya, che provoca prendendone in giro la sua taglia di seno. Combatte evocando kokuchi o creature oscure più complesse. Mai stata particolarmente ostile a Shirogane o Ryuko, si unisce al gruppo di Akira e decide di combattere il dittatore dell'ombra dopo aver fallito nell'uccidere Aya, temendo per la sua vita nel qual caso fosse tornata a palazzo a mani vuote ma anche non riuscendo più a vedere Homurabi consumato dalle sue smanie di potere.
Nanaya (七夜?, Nanaya)
Doppiato da: Hiroyuki Yoshino (ed. giapponese)
Capace di controllare i kokuchi, è il primo avversario di Akira e Shirogane. Guerriero di Homurabi, credutolo morto, il duo si reimbatte in lui nel regno d'Ombra, nel palazzo di Homurabi, dove Nanaya sconta la sua pena, per conto del re, che ha ordinato di torturarlo per il suo fallimento. L'autore ha deciso di dargli più spazio nel manga dopo aver visto il suo indice di gradimento ottenuto nell'anime.
Hiryu (氷瀏?, Hiryū)
Guerriera magica al servizio di Homurabi, che svela di averla creata dall'energia di Ryuko. Dopo aver affrontato Akira ed aver trovato la morte per mano sua, si fonde col ragazzo, risvegliando in lui i suoi ricordi da re della luce.
Sawaki (澤木?)
Servitore di Homurabi e sicario responsabile dell'omicidio di Ryuko, ha in Kou il suo grande nemico. Il cane guerriero ha infatti assistito all'assassinio del suo re e da allora ha giurato eterno odio al servitore d'ombra. Anche se al servizio di Homurabi, esita a portare a termine i suoi ordini e solo dopo la battaglia finale, dopo essere stato ucciso da Kou, si scorge Sawaki parlare con lo spirito di Ryuko, che lo ringrazia per aver sempre vegliato sui suoi amici dopo essersi pentito.
Shiki (志紀?)
Uno dei guerrieri di Homurabi, ha un aspetto infantile, sebbene sia capace di assumere anche l'aspetto di un giovane uomo, in caso di necessità. Al combattimento fisico preferisce quello a distanza, impiegando il "potere dell'energia oscura" che gli permette di scagliare sfere d'ombra a grandi distanze.

## Media

### Manga
Scritto e illustrato da Kaili Sorano, fu il primo manga dalla rivista bimestrale Comic Blade Masamune, edito Mag Garden, nel maggio del 2004. Tuttavia il 15 giugno 2007, quando la rivista cessò le pubblicazioni, il manga venne serializzato dal nuovo Comic Blade Avarus.
Al 10 settembre 2008, un totale di sette tankōbon sono stati pubblicati in Giappone.
La versione italiana è a cura della Star Comics, che ne ha però interrotto la pubblicazione al quinto volume.

#### Volumi
| 1  | 10 marzo 2005 | ISBN 978-4-8612-7132-8 | 7 marzo 2008   |
| 1  | Capitoli - 001 – L'ombra argentea - 002 - Shin - 003 - Aging - 004 – L'invasione                                                         |                        |                |
| 2  | 10 novembre 2005 | ISBN 978-4-8612-7216-5 | 7 aprile 2008  |
| 2  | Capitoli - 005 – Tsujigiri - 006 – Nanaya - 007 – Nero - 008 – Ammonimento - Extra: “Rubrica del perché: l'aritmetica dei bravi bambini” |                        |                |
| 3  | 10 agosto 2006 | ISBN 978-4-8612-7291-2 | 11 giugno 2008 |
| 3  | Capitoli - 009 – Determinazione - 010 – Il Re Bianco e il Re Nero - 011 – Il presagio - 012 – L'avvento - 013 – Le spalle                |                        |                |
| 4  | 10 settembre 2007 | ISBN 978-4-8612-7422-0 | 11 agosto 2008 |
| 4  | Capitoli - 014 – Neve di primavera - 015 – Hiryu - 016 - Rinforzi - 017 - Rei - 018 - Koh - 019 - Il varco                               |                        |                |
| 5  | 28 marzo 2008 | ISBN 978-4-8612-7486-2 | 9 ottobre 2008 |
| 6  | 10 settembre 2008 | ISBN 978-4-8612-7534-0 | —              |
| 7  | 10 marzo 2009 | ISBN 978-4-8612-7605-7 | —              |
| 8  | 10 dicembre 2009 | ISBN 978-4-8612-7682-8 | —              |
| 9  | 9 luglio 2010 | ISBN 978-4-8612-7748-1 | —              |
| 10 | 15 febbraio 2011 | ISBN 978-4-8612-7829-7 | —              |
| 11 | 15 novembre 2011 | ISBN 978-4-8612-7921-8 | —              |

### Anime

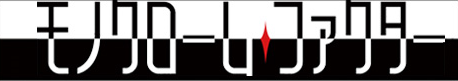
Logo della serie

L'anime è  andato in onda per la prima volta sulla tv giapponese TV Tokyo il 7 aprile 2008. Comprende un totale di 24 episodi, dei quali l'ultimo è andato in onda il 29 settembre 2008.
La serie è andata in onda anche su altre televisioni, come AT-X e TV Osaka. Shochiku ha distribuito gli episodi in 8 DVD, ciascuno dei quali contiene 3 episodi. Il primo DVD è stato commercializzato l'8 agosto 2008, e l'ottavo il 13 marzo 2009.

### Colonna sonora
Tre sigle sono state usate per gli episodi dell'anime: una iniziale e due finali.
La sigla iniziale è "Metamorphose", cantata da Asriel e scritta da Kokomi.
Le sigle finali sono "Awake ~my everything~" (AWAKE 〜僕のすべて〜?, Awake ~boku no subete~) di Daisuke Ono e Hiroshi Kamiya, e "Kakusei ~Dark and Light~" (Kakusei 〜Dark and Light〜?) di Junichi Suwabe e Katsuyuki Konishi.
Entrambe le sigle finali sono state scritte da Yumi Matsuzawa.
Asriel ha pubblicato un singolo per "Metamorphose" il 23 aprile 2008. I singoli per "Awake ~my everything~" e "Kakuse ~Dark and Light~" sono stati pubblicati rispettivamente il 28 maggio e il 27 agosto del 2008

### Videogioco
Dalla serie è stato tratto anche un videogioco di genere visual novel, intitolato Monochrome Factor Cross Road (モノクローム・ファクター cross road?, Monokurōmu Fakutā cross road), pubblicato il 27 novembre 2008 per PlayStation 2.